# Alice : Retour au pays de la folie
Pour les articles homonymes, voir Alice au pays des merveilles (homonymie).
Alice : Retour au pays de la folie (Alice: Madness Returns) est un jeu d'action édité par Electronic Arts et développé par Spicy Horse un studio de Shanghai appartenant au créateur de jeu vidéo American McGee. Le jeu est sorti le 14 juin 2011 aux États-Unis et le 16 juin 2011 en France sur PC uniquement en version numérique téléchargeable, bien que la version boîte soit disponible en français en Belgique, et aussi sur PlayStation 3 et Xbox 360.
Le jeu est une suite de American McGee's Alice sorti en 2000 et il est une adaptation des Aventures d'Alice au pays des merveilles et de De l'autre côté du miroir de l'écrivain et poète anglais Lewis Carroll. Le jeu utilise le moteur Unreal Engine 3.

## Synopsis
Alice : Retour au pays de la folie est un jeu d'action/plates-formes sur PC, Xbox 360 et PlayStation 3. Inspiré des célèbres romans de Lewis Carroll Les Aventures d'Alice au Pays des Merveilles et De l'autre côté du miroir, le jeu d'American McGee met en scène Alice Liddell, la « vraie Alice » dont Lewis Carroll s'est inspiré (cependant, le personnage du jeu ne reprend de cette dernière que le nom et les principales caractéristiques physiques). Alice devra parcourir un Pays des Merveilles plus ou moins détruit selon les niveaux. En réalité, le jeu se passe à Londres et le Pays des Merveilles est un monde construit par l'imagination d'Alice… Pour découvrir la véritable raison de l'incendie qui a brûlé sa maison et tué ses parents, la jeune fille devra s'enfoncer dans ce Pays des Merveilles tantôt lugubre, tantôt magnifique, afin de retrouver sa mémoire petit à petit, et d'arrêter le Train Infernal qui détruit sa mémoire et sa santé mentale.

## Personnages
- Alice Liddell (Voix française : Julie Turin) : Personnage principal du jeu que vous devrez incarner. Son apparence varie selon qu'elle est à Londres ou au Pays de la Folie. Elle a 19 ans dans ce deuxième opus et habite la maison de correction dirigée par le docteur Bumby qui l'aide à oublier l'incendie de sa maison.
- Dr Angus Bumby (Voix française : Stéphane Ronchewski) : C'est le psychiatre d'Alice. Il semble avoir une trentaine d'années, les cheveux bruns et des lunettes rondes masquant ses yeux pâles.
- Le Chapelier fou (Voix française : Philippe Catoire) : Est devenu gentil dans cet épisode, il aidera Alice dans sa propre demeure qui est maintenant sous le contrôle du Loir et du Lièvre qui ont démembré leur hôte.
- Le Chat du Cheshire (Voix française : Antoine Tomé) : Il aidera Alice tout au long de l'aventure par de courtes apparitions où il lui donnera des indices afin d'avancer dans le niveau. Il a une apparence squelettique, il n'a pas de poils et sa peau grisâtre est marquée de tatouages noirs et crevée de piercings.
- Le Loir (Voix française : Martial Le Minoux) : Avec le Lièvre, il a pris le contrôle de la demeure du Chapelier et lui a confisqué ses bras, ses jambes et son chapeau.
- Le Lièvre de mars (Voix française : Martial Le Minoux) : Avec le Loir, il a pris le contrôle de la demeure du Chapelier et lui a confisqué ses bras, ses jambes et son chapeau.
- Le Lapin blanc (Voix française : Martial Le Minoux) : Une partie de thé est organisée dans les salles Radula avec le chapelier, toujours entre les deux, les parties de thé sont très dangereuses, mais c'est au joueur de savoir y survivre…
- Twideuldeum et Twideuldie : Ils dirigent toujours l'asile et considèrent Alice comme la plus précieuse des folles. On ne sait toujours rien de leurs intentions.
- La Reine de Cœur : Ennemie ou pas, elle reste terrifiante et fait appel au Bourreau pour « lui couper la tête ». Alice doit la trouver dans les entrailles du château. C'est elle qui ouvre les yeux d'Alice sur les problèmes rencontrés à l'Asile et sur la nature du docteur Bumby.
- L'infirmière Pris Whitless : Vieille femme énigmatique qui sait quand parler ou se taire… Elle sait faire preuve de générosité… Lorsqu'on lui donne de l'argent ou qu'on lui paye une tournée.
- La Nourrice : Personnage amical auquel Alice tient beaucoup, elle aide Alice en lui donnant quelques conseils mais sans très grand succès…
- Le Bombyx : Le sage vit désormais sur une colline minuscule, où des fourmis origami sont mortes ou esclaves de guêpes samouraï. Le bombyx devait les sauver, mais sous sa forme de chrysalide, il ne pouvait rien faire.
- La Simili-Tortue (Voix française : Philippe Valmont) : Autrefois dirigeant des chemins de fer, il fut renvoyé et s'est reconverti en amiral d'un bateau, le HMS Griffon, pour le moins étrangement fragile.
- Le Charpentier (Voix française : Daniel Lafourcade) : Il dirige un théâtre sous la mer. Ce que l'on ne sait pas, c'est qu'il fait tuer les vedettes de la pièce par peur de se faire manger par le morse. Il attire du monde dans son théâtre et en échange il reste en vie.
- Le Morse : Acolyte du Charpentier, horrible goinfre et assassin, il mange les vedettes de la pièce. Il manipule également le charpentier.
- La Duchesse : Devenu gentille, elle donne à Alice la mission de lui rapporter des groins de porcs bien poivrés, et pour cela elle lui donne une arme : le moulin à poivre
- Le Marionnettiste : L'antagoniste du jeu, dont la véritable identité ne sera révélée qu'au dénouement, il crée les terribles poupées tueuses.

## Développement
Les premières bandes-annonces sont lancées en juillet 2010 après l'annonce par Electronic Arts du développement de la suite de American McGee's Alice, sans pour autant donner de date précise de lancement du jeu. Le jeu est développé par Spicy Horse. EA annonce la sortie pour juin 2011. Le jeu est bien accueilli malgré un choix d'arme peu étendu et des ennemis peu diversifiés.

## Allusions
- Beaucoup de références aux différentes œuvres réalisées comme Alice de l'autre côté du miroir dont le thème principal est un jeu d'échecs géant, notamment dans les paroles du Chat de Cheshire comme « Peu à peu le chemin de terre se transforme en dalles noires et blanches comme un plateau de jeu d'échecs ».
- « Après tout, ce n'est qu'un tas de cartes » est une allusion du chat de Cheshire à la fin du livre Alice au pays des merveilles (Chapitre 12 : Alice's Evidence) lorsqu'Alice lance aux cartes : « Who cares for you? You're nothing but a pack of cards! » que l'on pourrait traduire par : « Qui se soucie de vous ? Vous n'êtes qu'un paquet de cartes ! »
- On peut trouver le squelette de Raz, le héros du jeu Psychonauts, avec son casque, dans la même pose que sur la jaquette du jeu en question.
- Il y a également des références au Jabberwocky (ou du moins sa carcasse), créature d'un poème de Lewis Carroll. Le dragon apparaît aussi dans American McGee Alice, premier opus du jeu.
- Le nom de l'équipe de développeurs, Spicy Horse, se trouve derrière une colonne devant l'antre menant au Bombix (Vous débloquerez un trophée PS3 / Succès Xbox 360 en récompense)

## Alice: Otherlands

### Synopsis
Après avoir affronté ses démons dans American McGee's Alice et résolu le mystère de la mort de sa famille dans Alice : Retour au pays de la folie, Alice est désormais prête à envahir notre monde. Dans Alice: Otherlands, Alice explore les esprits des personnes qu'elle rencontre dans le but de les soigner ou au contraire de les anéantir. Elle croise notamment le chemin du futur Jack l'Éventreur et se révèle à l'origine de sa folie meurtrière…

### Développement
Dès mai 2011, McGee déclare avoir un troisième jeu en projet. En juin 2012, il précise que le jeu s’appellerait Alice in Otherland et serait jouable sur Internet. Il déclare cependant que le jeu ne risquait pas de se faire dans l'immédiat en raison du peu d'intérêt d'EA. C'est pourquoi les fans lancèrent une pétition pour soutenir le projet. Aujourd'hui, McGee est en pleine négociations pour obtenir l'autorisation de faire le jeu. Le projet est renommé Alice: Otherlands. Le jeu devrait être financé par une campagne Kickstarter et être disponible sur PC, Mac et Linux. Une option multijoueur sera disponible. Bien qu'Alice explorera d'autres esprits, le Pays des Merveilles ne sera pas abandonné pour autant. En effet, Alice mêlera justement son esprit à celui des personnes qu'elle rencontre. Ainsi dans son exploration des Otherlands, elle devrait être accompagnée du Chat du Cheshire ou du Chapelier Fou. Elle pourrait notamment explorer les esprits de Jules Verne, Sir Arthur Conan Doyle ou Charles Darwin.

### Adaptation cinématographique
American McGee mène actuellement une campagne Kickstarter en vue de récupérer les droits cinématographiques d'Alice,. Son but premier sera de réaliser une série de courts métrages adaptés d'Alice: Otherlands. À long terme, McGee souhaite produire un film Alice. Chris Vrenna, compositeur du jeu original, sera de retour. Le réalisateur hong-kongais Tsui Hark réalisera quant à lui au moins un des épisodes.